# Васильєв-Южин Михайло Іванович
Васильєв-Южин Михайло Іванович (10.11(29.10).1876–08.11. 1937) — професійний революціонер, радянський державний діяч, публіцист. Народився в м. П'ятигорськ (нині Ставропольського краю, РФ) в сім'ї робітника. Член РСДРП–ВКП(б) від 1898. Після II з'їзду РСДРП (1903) — більшовик. Учасник революції 1905—1907. Влітку 1905 за дорученням В.Леніна приїздив до Одеси для встановлення зв'язку з повсталими матросами броненосця Чорноморського флоту «Князь Потьомкін-Таврійський» (див. Повстання на броненосці «Потьомкін» 1905). 1906–07 — на партійній роботі в Санкт-Петербурзі, Баку (Азербайджан), Саратові (нині місто в РФ). Співробітничав у більшовицьких газетах «Вперед», «Пролетарий». 1917 — делегат IV з'їзду РСДРП(б). Після Жовтневої революції 1917 — на відповідальній роботі в органах прокуратури. 1924– 37 — заступник голови Верховного Суду СРСР. Причина смерті невідома.